# 부로바

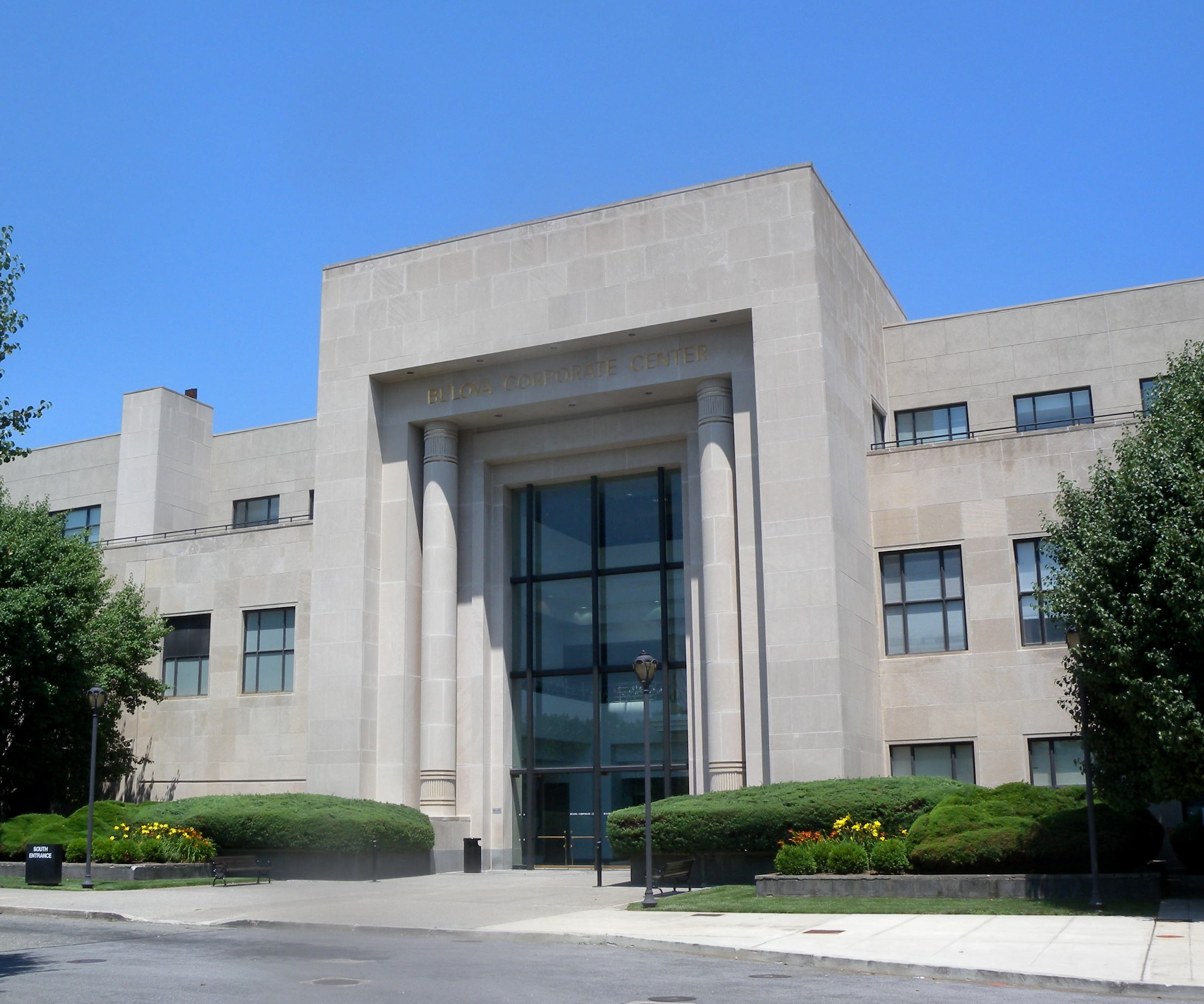

부로바(Bulova)는 미국 뉴욕에 위치한 시계 제조사이다. 부로바 시계는 독보적인 정확성과 근소한 오차률로 세계적인 명성을 자랑한다. 2013년 영국의 축구팀 맨체스터 유나이티드 FC의 공식 시계 파트너로 선정되었다.

## 역사

### 초창기
1875년, 보헤미아 이민자 출신 시계 장인인 조지프 불로바(Joseph Bulova)가 J. Bulova라는 상호로 뉴욕 맨하탄에 보석상을 개점했다. 조셉 부로바의 뛰어난 손재주와 미적 감각으로 사업은 크게 번창하였고, 1911년에 자체 제작한 시계가 큰 호응을 얻자 그 이듬해 스위스 비엔에 공장을 지어 본격적인 대량 생산을 개시했다. 당시 수제로 소량 제작되었던 경쟁사의 시계와는 달리 부로바 시계는 기계를 이용한 대량 생산을 통해 뛰어난 품질과 가격 경쟁력을 갖추게 되었다. J. Bulova는 Bulova Watch Company로 개명한 후 본격적인 시계 제조사로 오늘날에 이르고 있다.
20세기 초중반에 걸쳐 부로바는 '정확성'과 '기술'을 기업 모토로 삼아 미국의 첨단 기술을 선도하는 기업이었다. 부로바는 맨하탄의 고층빌딩에 연구소를 세워 기술 개발에 매진하는 한편, 브랜드 이미지 구축을 위해 1926년 세계 최초의 라디오 광고를, 그리고 1941년 세계 최초의 TV 광고를 시행하였으며, 비행사 찰스 린드버그를 후원하는 등 광고 미디어 시장을 개척하였다. 또한 1945년에는 2차 세계대전 참전용사들을 위한 조셉 부로바 시계학교를 개교, 전액장학금으로 참전용사들의 재취업과 사회복귀를 도왔고, 1962년에는 카라벨(Caravelle) 브랜드를 런칭, '여성들을 위한 저렴한 보석 시계'의 컨셉으로 큰 호응을 이끌어냈다. 이러한 노력에 힘입어 미대통령이 국빈에게 주는 공식 선물(Gift of State)로 부로바 손목시계가 선정되는 등, 미국인들에게 사랑받고 인정받는 브랜드로 자리잡았다.

### 아큐트론
1952년, 부로바는 배터리로 작동되는 전자식 시계의 개발에 박차를 가하게 된다. 부로바의 시계 엔지니어 맥스 헤젤은 소리굽쇠의 일정한 음파진동을 이용한 무브먼트를 개발할 것을 제안했고, 1955년 프로토타입을 개발한 데 이어 1959년 마침내 아큐트론(Accutron) 무브먼트를 완성하였다. 아큐트론은 세계 최초의 전자식 손목시계이자 개발 당시 세계에서 가장 정확한 시계였는데, 아큐트론 무브먼트의 오차는 하루 2초 이하, 한달에 1분 이하로, 이는 당대의 그 어떤 기계식 시계보다 월등히 정확한 탁월한 성능이었다. 또한 아큐트론은 미국 항공우주국의 우주 프로젝트와 미국 전역의 기차역에서 공식 타임키퍼로 쓰이는 등 정확성을 인정받았으며, 달탐사를 위해 특수제작된 아큐트론 무브먼트는 1969년 아폴로 11호의 인류최초 달착륙때 사용된 뒤 달의 고요의 바다에 남겨졌다.
아큐트론의 상업적인 성공과 함께 부로바는 1970년대 이르러 세계에서 가장 큰 시계 제조사로 자리잡게 된다. 그러나 1969년 세이코가 더 저렴하고 정확한 쿼츠 시계를 내놓으면서 시계 시장의 판도가 바뀌고 유수의 기계식 시계 회사들이 문을 닫는 가운데 부로바 또한 간신히 명맥을 유지하다가 2008년 일본의 시계 제조사 시티즌(Citizen)에게 인수합병되었다.

### 프레시져니스트
2010년 시티즌의 고빈도(High Frequency) 무브를 이용해 쿼츠이면서도 매우 정확하고, 초침의 움직임이 기계식 시계를 닮은 프리시져니스트(Precisionist) 라인업을 선보였다. 일반 쿼츠를 이용한 시계가 월오차 15초 이하인데 비해, 부로바의 프리시져니스트는 연간 오차 10초 이하로 뛰어난 정확성을 자랑한다.

## 현재
부로바는 2013년 축구팀 맨체스터 유나이티드 FC의 공식 시계 스폰서로의 활동을 시작으로, 카라벨 바이 부로바 브랜드를 카라벨 뉴욕으로 리런칭하고 역사와 전통의 위트나우어 브랜드를 현대적인 감성으로 다시 선보이는 등, 과거의 영광을 되찾으려는 활발한 움직임을 보이고있다.

### 브랜드 라인업
2014년 현재 부로바가 생산하는 브랜드 라인업은 아래와 같다.
- 부로바 아큐⋅스위스 (Bulova Accu⋅Swiss) - 스위스 무브먼트를 사용하고 스위스에서 조립되는 부로바의 최고가 라인업.
- 부로바 아큐트론 II (Bulova Accutron II) - 아큐트론 무브먼트를 사용하는 부로바의 하이엔드 라인업.
- 부로바(Bulova) - 마린스타등 스포티 시계, 다이아몬드 예물 시계, 드레스업 시계등을 선보이고 있는 라인업.
- 부로바 프레시져니스트(Bulova Precisionist) - 상기한 무브먼트를 이용한 하이엔드 쿼츠 시계 라인업.
- 위트나우어(Wittnauer) - 스위스 명품 위트나우어 브랜드를 현대적으로 재해석한 하이패션 시계 라인업.
- 카라벨 뉴욕(Caravelle New York) - 스포티/캐쥬얼 스타일의 영패션 브랜드.
- 프랭크 로이드 라이트(Frank Lloyd Wright) 컬렉션 - 동명의 세계적인 미국의 건축가에서 영감을 받은 라이센스 브랜드.
- 할리데이비슨(Harley-Davidson) 컬렉션 - 동명의 모터사이클 회사에서 영감을 받은 라이센스 브랜드.